# Iglesia de Santa María (Alcalá de Henares)
La iglesia de Santa María es una parroquia católica situada en la calle libreros de Alcalá de Henares. Adaptada a partir de la antigua capilla del Colegio Máximo de la Compañía de Jesús de Alcalá de Henares.

## Historia
Este edificio, iniciado en 1567, interrumpió su construcción hasta 1602-1620, cuando gracias a donaciones de la familia Mendoza se dio por terminado, a falta de la fachada. Su estilo es el convencional de las iglesias jesuíticas de influencia italiana. Los arquitectos que trabajaron en las obras fueron primero Bartolomé de Bustamante y posteriormente Francisco de Mora. Tras la expulsión de los Jesuitas de España en 1767, llegó a ser el paraninfo de la Universidad de Alcalá, donde se examinó la Doctora de Alcalá. Posteriormente formó parte de los diversos acuartelamientos militares que utilizaron sus instalaciones.
Tras la Guerra Civil Española, y al haberse destruido en 1936 la iglesia de Santa María la Mayor situada en la plaza de Cervantes, la parroquia de Santa María reubicó su sede en la capilla del antiguo colegio jesuita. El resto del Colegio Máximo de la Compañía de Jesús es la sede de la actual Facultad de Derecho de la Universidad de Alcalá, en la Calle Libreros.

## Edificio
Su fachada de granito presenta cuatro esculturas talladas por Manuel Pereira en 1624: San Pedro, San Pablo, San Ignacio de Loyola y San Francisco Javier. La vinculación con los Mendoza se atestigua por la presencia de su escudo heráldico.
En el interior destaca su retablo mayor, barroco, obra del jesuita Francisco Bautista; sus pinturas fueron destruidas en la guerra civil y se sustituyeron por unas nuevas, del párroco Manuel Palero.
Anexa a la iglesia se encuentra la Capilla de las Santas Formas, del siglo XVII, cuya bóveda fue decorada en 1699 por el pintor Juan Vicente Ribera. Fue construida para la custodia y veneración de las 24 formas consagradas que fueron entregadas al padre Juárez en 1597, y que con el discurrir del tiempo se mostraban incorruptas, convirtiéndose en uno de los símbolos religiosos de la ciudad. A comienzos del siglo XVIII se le añadió una sacristía.